# 引力势能
引力位能是指物体因为大質量物體的万有引力而具有的位能，其大小与其到大質量的距离有关。
{\displaystyle E_{p}=-{\frac {GMm}{r}}}
其中{\displaystyle G}为万有引力常数，{\displaystyle M}、{\displaystyle m}分别为两物体质量，{\displaystyle r}为两者距离。
依據古典力學，在兩個或更多的質量之間存在著引力位能。能量守恆要求這種重力位能永遠是負值。

## 廣義相對論
廣義相對論中，引力位能被塑造成一个赝张量，以允許古典力學的守恆定律能夠獲得保留。加上物質的应力-能量張量至藍道-利夫希茨贗張量的結果是結合了物質和重力能赝張量導致散度為零的發散。有些人反對在基礎上做如此的延伸，認為這樣做在廣義相對論中是不適當的，這是只是守恆律的需要所衍生的用途，在這樣的情況下只是赝張量和真張量的結合。